# براندان بيرك (لاعب هوكي الجليد)
براندان بيرك هو لاعب هوكي الجليد كندي، ولد في 8 ديسمبر 1988 في فانكوفر في كندا، وتوفي في 5 فبراير 2010 في إكونومي في الولايات المتحدة بسبب حادث مرور.